# Wilfredo Alvarado
Wilfredo Alvarado (Acarigua, 4 ottobre 1970) è un ex calciatore venezuelano, di ruolo difensore.